# Арапетская икона Божией Матери
Арапетская икона Божией Матери (Аравийская, «О, Всепетая Мати») — почитаемая в православии икона Богородицы. Имеет древнее происхождение, достоверные сведения о котором не сохранились. В одних преданиях её появление связывают с проповедью апостола Фомы в Индии (I век), другие относят к 301 или 322 году.
В гравированном своде чудотворных икон Богородицы начала XVIII века она присутствует, но агиолог Сергий (Спасский) утверждает, что празднование Арапетской иконе не указывалось в греческих и русских месяцесловах, в том числе в официальных календарях Русской церкви XIX века. В современных месяцесловах празднование Арапетской иконе помещено под 6 (19) сентября.
По иконографии Арапетская икона принадлежит к типу Одигитрия. Младенец Христос находится на левой руке Богоматери, на нём красные одежды, верхняя часть туловища и обе ножки обнажены. На ряде списков в правой руке Иисуса находится свиток. На мафории Богородицы на месте традиционных звёзд помещены лики ангелов, а по кайме вышит текст последнего икоса акафиста Божией Матери («О, Всепетая Мати»).